# Yago Lamela
Santiago ("Yago") Lamela Tobío (Avilés, Asturias, 24 de julho de 1977—íbid., 8 de maio de 2014) foi um atleta espanhol, especializado primeiro em triplo salto e depois em salto em comprimento. No ano de 1999 foi vice-campeão mundial em Maebashi (pista coberta) e em Sevilha (ao ar livre), realizando dois saltos de 8.56 m e 8.40 m respectivamente. O primeiro desses saltos foi recorde da Europa até 2009.

## Recordes Pessoais
Outdoor:

- Salto em comprimento - 8.56 m (24 de junho de 1999, Turim)
- Triplo salto - 16.72 m (26 de julho de 1998, Castellón)

Indoor: 

- Salto em comprimento - 8.56 m (7 de março de 1999, Maebashi)
- Triplo salto - 16.20 m (8 de março de 1997, Indianápolis)